# Lintujärvi (sjö i Enare, Lappland)
Lintujärvi är en sjö i kommunen Enare i landskapet Lappland i Finland. Sjön ligger 135,6 meter över havet. Arean är 51 hektar och strandlinjen är 5,58 kilometer lång. Sjön  ingår i Pasvik älvs huvudavrinningsområde.   Den ligger omkring 270 kilometer norr om Rovaniemi och omkring 970 kilometer norr om Helsingfors. 